# Osman Bukari
Osman Bukari (* 13. Dezember 1998 in Accra) ist ein ghanaischer Fußballspieler. Der Flügelspieler ist seit dem Sommer 2022 für den serbischen Erstligisten FK Roter Stern Belgrad aktiv.

## Karriere

### Verein
Bukari erlernte das Fußballspielen in seiner Heimat Ghana bei den Accra Lions FC und wechselte Anfang 2018 leihweise zur Reservemannschaft des RSC Anderlecht. Von den Belgiern ging er nur sechs Monate später weiter zum FK AS Trenčín in die Slowakei. Er debütierte dort am 29. Juli 2018 in der Fortuna liga bei der 1:4-Heimniederlage gegen den MFK Ružomberok. In der Saison 2019/2020 wurde Osman Bukari in das Team des Jahres der Liga gewählt. Anfang September 2020 wechselte Bukari zum belgischen Erstdivisionär KRC Gent und unterschrieb dort einen Vertrag mit einer Laufzeit bis Sommer 2023. In seiner ersten Saison bestritt er 26 von 36 möglichen Ligaspielen für Gent, wobei er vier Tore schoss, sowie zwei Pokal- und sieben Europapokal-Spielen einschließlich Qualifikation. Mitte August 2021 wurde er, ohne in der neuen Saison 2021/22 ein Spiel für Gent absolviert zu haben, für diese Saison an den französischen Erstligisten FC Nantes ausgeliehen. Dort traf er in 24 Ligapartien zwei Mal und gewann außerdem mit dem Verein die Coupe de France. Nach seiner Rückkehr wurde er dann fest an den serbischen Erstligisten FK Roter Stern Belgrad abgegeben. Dort gewann Bukari in seiner ersten Spielzeit auf Anhieb das Double aus Meisterschaft und Pokal.

### Nationalmannschaft
Im Juni 2021 absolvierte der Flügelspieler zwei Testpartien für die ghanaische U-23-Auswahl und erzielte dabei einen Treffer. Kurz zuvor, am 25. März 2021, gab Bukari auch sein Debüt für die A-Nationalmannschaft im Afrika-Cup-Qualifikationsspiel gegen Südafrika. Beim 1:1-Unentschieden in Johannesburg wurde er zur Halbzeit für Kwame Opoku eingewechselt. Seinen ersten Treffer erzielte er dann am 1. Juni 2022 beim 3:0-Sieg über Madagaskar im gleichen Wettbewerb.

## Erfolge
FC Nantes
- Französischer Pokalsieger: 2022

Roter Stern Belgrad
- Serbischer Meister: 2023
- Serbischer Pokalsieger: 2023

## Karrierestatistik
| Verein                 | Liga               | Saison  | Liga   | Liga | Liga     | Nat. Pokal | Nat. Pokal | Nat. Pokal | Europapokal | Europapokal | Europapokal | Gesamt | Gesamt | Gesamt   |
| Verein                 | Liga               | Saison  | Spiele | Tore | Vorlagen | Spiele     | Tore       | Vorlagen   | Spiele      | Tore        | Vorlagen    | Spiele | Tore   | Vorlagen |
| ---------------------- | ------------------ | ------- | ------ | ---- | -------- | ---------- | ---------- | ---------- | ----------- | ----------- | ----------- | ------ | ------ | -------- |
| FK AS Trenčín          | Fortuna liga       | 2018/19 | 24     | 1    | 4        | 4          | 2          | 5          | 4           | 0           | 0           | 32     | 3      | 9        |
| FK AS Trenčín          | Fortuna liga       | 2019/20 | 25     | 10   | 9        | 4          | 1          | 6          | -           | -           | -           | 29     | 11     | 15       |
| FK AS Trenčín          | Fortuna liga       | 2020/21 | 4      | 2    | 1        | -          | -          | -          | -           | -           | -           | 4      | 2      | 1        |
| KAA Gent               | Jupiler Pro League | 2020/21 | 26     | 4    | 6        | 2          | 0          | 0          | 7           | 0           | 0           | 35     | 4      | 6        |
| FC Nantes              | Ligue 1            | 2021/22 | 24     | 2    | 4        | 2          | 0          | 0          | -           | -           | -           | 26     | 2      | 4        |
| FK Roter Stern Belgrad | SuperLiga          | 2022/23 | 29     | 12   | 5        | 4          | 0          | 1          | 9           | 3           | 4           | 42     | 15     | 10       |
| FK Roter Stern Belgrad | SuperLiga          | 2023/24 |        |      |          |            |            |            |             |             |             |        |        |          |
| Gesamt                 | Gesamt             | Gesamt  | 132    | 31   | 29       | 16         | 3          | 12         | 20          | 3           | 4           | 168    | 37     | 45       |